# 발릭치

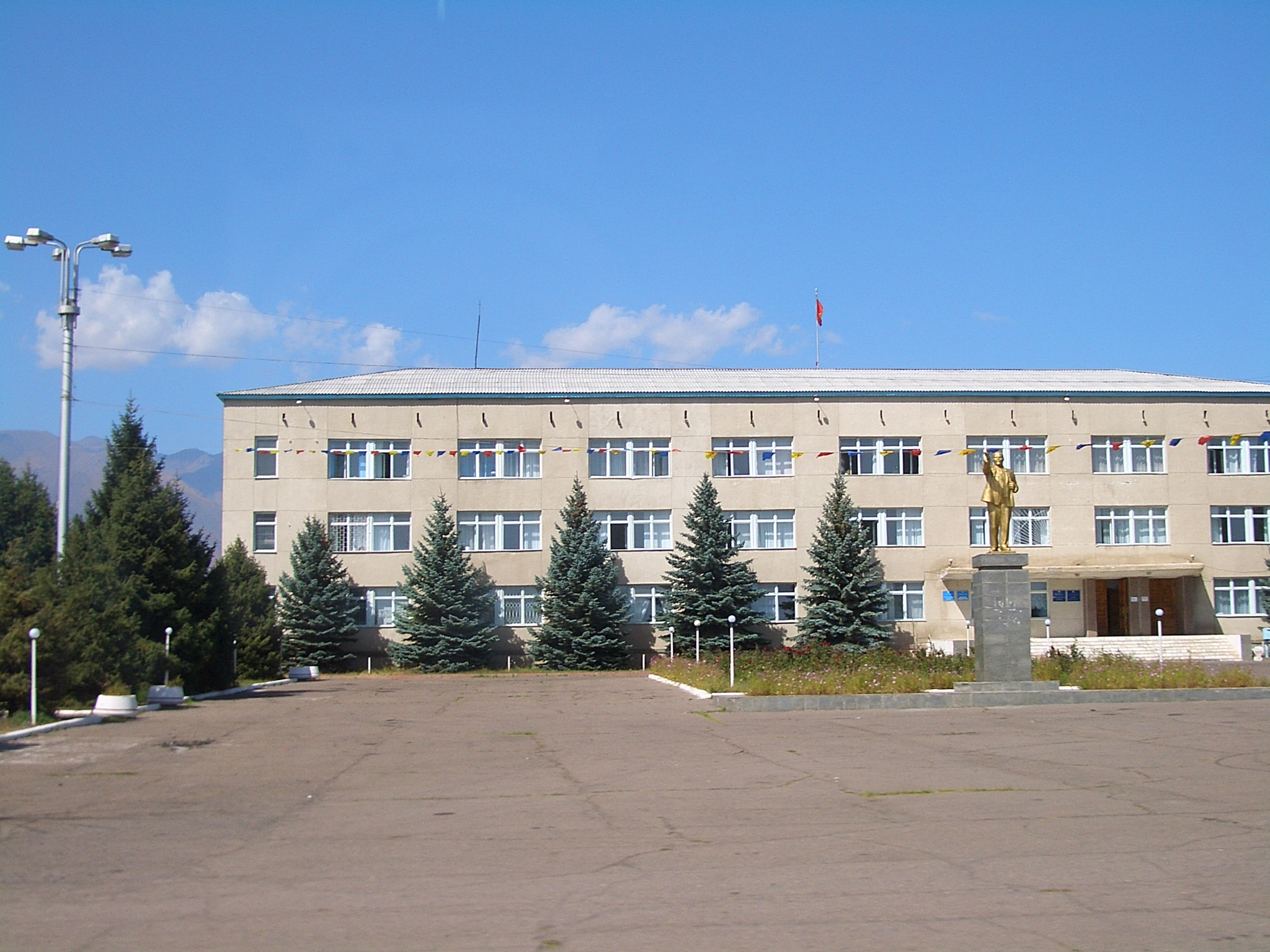
발릭치 시청

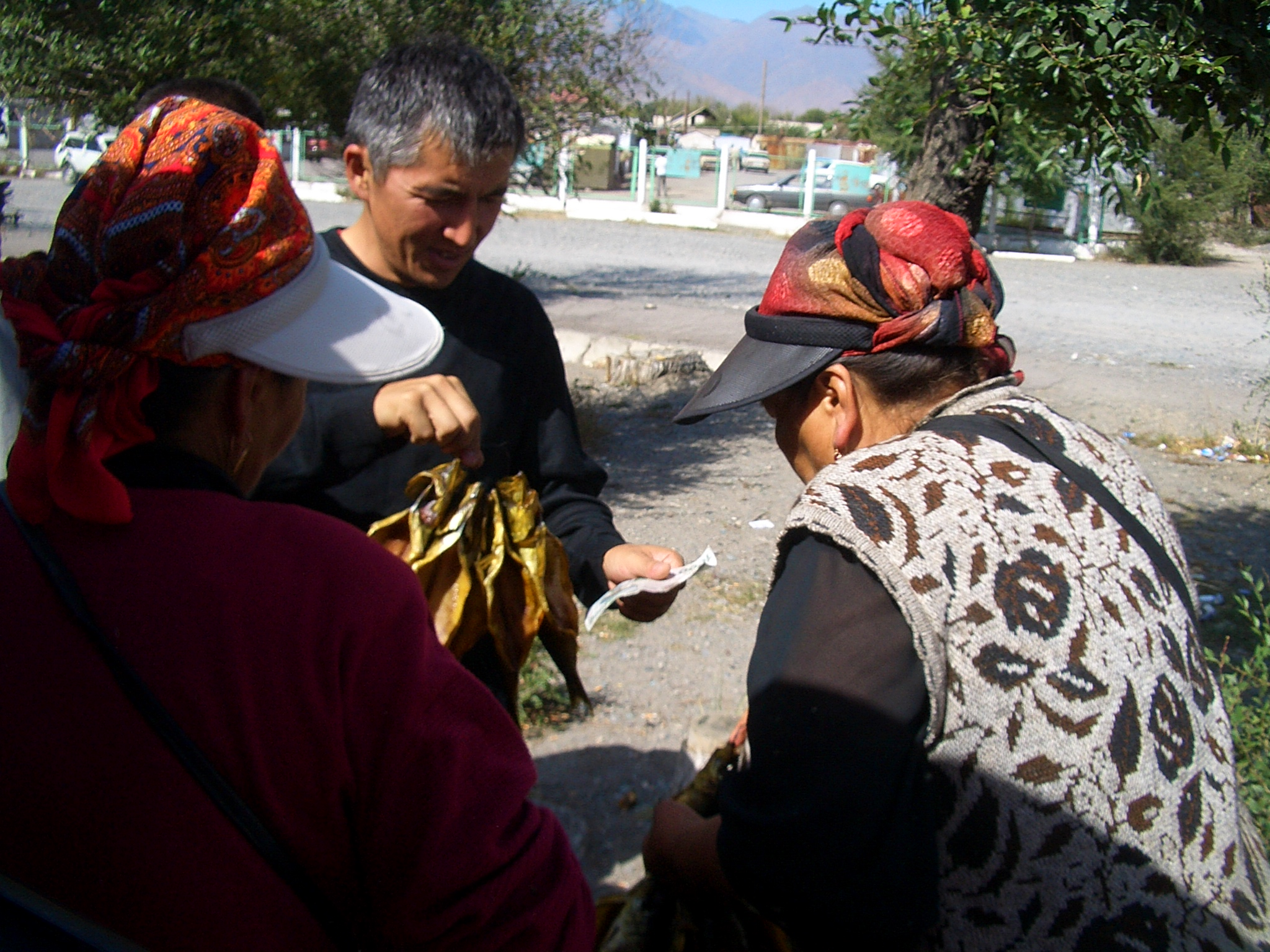
발릭치의 수산물 시장에서 건어물을 사고 있는 버스 승객의 모습

발릭치(키르기스어: Балыкчы)는 키르기스스탄 이식쿨주의 도시로 면적은 38km2, 인구는 42,380명(2009년 기준)이다. 이식쿨호 서안과 접한다. 1909년부터 1993년까지는 러시아어로 "어장"이라는 뜻을 가진 리바치예(Rybachye)라고 불렀다.
소련 시대에는 산업(양모와 농산물 가공업)의 중심지, 교통(호수를 통한 운송이 가능했고 터미널 역, 간선 도로의 교차점이 있었음)의 요충지로서 성장했지만 소련이 붕괴된 후에는 대규모 산업 시설들이 문을 닫으면서 경제 기반의 대부분을 잃었다.

## 인구
| 연도     | 인구   |
| -------- | ------ |
| 1935     | 2,000  |
| 1939     | 5,400  |
| 1970     | 28,555 |
| 1979     | 33,716 |
| 1989     | 43,265 |
| 1999     | 42,346 |
| 2009     | 42,875 |
| Source:, |        |